# Colonie di chirotteri di S. Vittoria e Monticello d'Alba
Colonie di chirotteri di S. Vittoria e Monticello d'Alba este o arie protejată (arie specială de conservare — SAC, sit de importanță comunitară — SCI) din Italia întinsă pe o suprafață de 17 ha, integral pe uscat.

## Localizare
Centrul sitului Colonie di chirotteri di S. Vittoria e Monticello d'Alba este situat la coordonatele 44°42′00″N 7°56′46″E / 44.7°N 7.946°E.

## Înființare
Situl Colonie di chirotteri di S. Vittoria e Monticello d'Alba a fost declarat sit de importanță comunitară în septembrie 1995 pentru a proteja 5 specii de animale. Situl a fost protejat și ca arie specială de conservare în mai 2017.

## Biodiversitate
Situată în ecoregiunea continentală, aria protejată nu include niciun habitat protejat.
La baza desemnării sitului se află mai multe specii protejate de  mamifere (5): liliac cu aripi lungi (Miniopterus schreibersii), liliac cu urechi de șoarece (Myotis blythii), liliac cărămiziu (Myotis emarginatus), liliac comun (Myotis myotis), liliacul mare cu potcoavă (Rhinolophus ferrumequinum)
Pe lângă speciile protejate, pe teritoriul sitului au mai fost identificate 2 specii de mamifere.